# شهرستان الجراحی
ناحیهٔ الجراحی (به عربی: مدیریة الجراحی) یک ناحیه در یمن است که در استان حدیده واقع شده‌است.

## خصوصیات
ناحیهٔ الجراحی ۸۹٬۱۶۳ نفر جمعیت دارد.